# Hyla sarda
La ranita sarda (Hyla sarda) es una especie de anfibios de la familia Hylidae.
Habita en las islas mediterráneas de Cerdeña, Archipiélago de la Magdalena, Caprera y San Pietro, Córcega, Cavallo, Elba y Monte Cristo. Su rango altitudinal va desde el nivel del mar hasta los 1750 m (Córcega).
Sus hábitats naturales incluyen bosques templados, zonas templadas de arbustos, ríos, corrientes intermitentes de agua, marismas de agua dulce, corrientes intermitentes de agua y áreas urbanas.